# Tournoi d'ouverture du championnat de Bolivie de football 2011
Navigation
Saison précédente Saison suivante
Le tournoi d'ouverture de la saison 2011 du Championnat de Bolivie de football est le premier tournoi semestriel de la trente-huitième édition du championnat de première division en Bolivie. Pour la première fois depuis 2005, un tournoi Ouverture démarre en milieu et non en début d'année.
Le tournoi Ouverture se déroule en deux phases :
- les douze équipes sont réparties en deux poules de six équipes qui s'affrontent deux fois, à domicile et à l'extérieur, plus deux matchs face à un autre club de la même région.
- les quatre premiers de chaque groupe participe à la phase finale, qui est sous forme de coupe, à partir des quarts de finale.

C'est le club de The Strongest La Paz qui remporte la compétition cette saison après avoir battu Universitario de Sucre en finale. C'est le huitième titre de champion de Bolivie de l'histoire du club.

## Qualifications continentales
Le vainqueur du tournoi Ouverture est qualifié pour la Copa Libertadores 2012, le finaliste et le vainqueur du match pour la 3e place sont quant à eux assurés de participer à la Copa Sudamericana 2012.

## Clubs participants
| - Nacional Potosi - Aurora Cochabamba - Oriente Petrolero - Bolivar La Paz - Club Blooming - Universitario de Sucre | - San José Oruro - Real Potosi - Real Mamoré - The Strongest La Paz - Club Deportivo Guabirá - La Paz FC |

## Compétition
Le barème utilisé pour établir l'ensemble des classements est le suivant :
- Victoire : 3 points
- Match nul : 1 point
- Défaite : 0 point

### Première phase

#### Poule A
| Rang | Équipe                 | Pts | J  | G | N | P | Bp | Bc | Diff |
| ---- | ---------------------- | --- | -- | - | - | - | -- | -- | ---- |
| 1    | Bolívar La PazT        | 19  | 12 | 5 | 4 | 3 | 22 | 12 | +10  |
| 2    | Universitario de Sucre | 19  | 12 | 5 | 4 | 3 | 17 | 14 | +3   |
| 3    | Club Deportivo Guabirá | 19  | 12 | 6 | 1 | 5 | 16 | 23 | -7   |
| 4    | San José Oruro         | 18  | 12 | 5 | 3 | 4 | 10 | 7  | +3   |
| 5    | Real Potosí            | 17  | 12 | 4 | 5 | 3 | 20 | 11 | +9   |
| 6    | Club Blooming          | 10  | 12 | 2 | 4 | 6 | 11 | 22 | -11  |

|  | Qualification pour la phase finale |
|  | T : Tenant du titre                |

#### Poule B
| Rang | Équipe               | Pts | J  | G | N | P  | Bp | Bc | Diff |
| ---- | -------------------- | --- | -- | - | - | -- | -- | -- | ---- |
| 1    | Aurora Cochabamba    | 24  | 12 | 8 | 0 | 4  | 23 | 13 | +10  |
| 2    | Oriente Petrolero    | 23  | 12 | 7 | 2 | 3  | 26 | 18 | +8   |
| 3    | Nacional Potosí      | 16  | 12 | 4 | 4 | 4  | 23 | 15 | +8   |
| 4    | The Strongest La Paz | 15  | 12 | 4 | 3 | 5  | 34 | 23 | +11  |
| 5    | La Paz FC            | 14  | 12 | 4 | 2 | 6  | 16 | 29 | -13  |
| 6    | Real Mamoré          | 6   | 12 | 2 | 0 | 10 | 10 | 41 | -31  |

|  | Qualification pour la phase finale |

### Phase finale
|  | Quarts de finale       | Quarts de finale       | Quarts de finale       | Quarts de finale       |                        |                        | Demi-finales | Demi-finales | Demi-finales                  | Demi-finales                  |                               |                               | Finale | Finale | Finale | Finale |
|  |                        |                        |                        |                        |                        |                        |              |              |                               |                               |                               |                               |        |        |        |        |
|  |                        |                        |                        |                        |                        |                        |              |              |                               |                               |                               |                               |        |        |        |        |
|  |                        |                        |                        |                        |                        |                        |              |              |                               |                               |                               |                               |        |        |        |        |
|  | Aurora Cochabamba      | Aurora Cochabamba      | 0                      | 0                      |                        |                        |              |              |                               |                               |                               |                               |        |        |        |        |
|  | Aurora Cochabamba      | Aurora Cochabamba      | 0                      | 0                      |                        |                        |              |              |                               |                               |                               |                               |        |        |        |        |
|  | San José Oruro         | San José Oruro         | 1                      | 2                      |                        |                        |              |              |                               |                               |                               |                               |        |        |        |        |
|  | San José Oruro         | San José Oruro         | 1                      | 2                      | San José Oruro         | San José Oruro         | 0            | 1            |                               |                               |                               |                               |        |        |        |        |
|  |                        |                        |                        |                        | San José Oruro         | San José Oruro         | 0            | 1            |                               |                               |                               |                               |        |        |        |        |
|  |                        |                        | Universitario de Sucre | Universitario de Sucre | 2                      | 0                      |              |              |                               |                               |                               |                               |        |        |        |        |
|  | Universitario de Sucre | Universitario de Sucre | Universitario de Sucre | Universitario de Sucre | 2                      | 0                      | 3            | 1            |                               |                               |                               |                               |        |        |        |        |
|  | Universitario de Sucre | Universitario de Sucre |                        |                        |                        |                        |              | 1            |                               |                               |                               |                               |        |        |        |        |
|  | Nacional Potosi        | Nacional Potosi        | 2                      | 0                      |                        |                        |              |              |                               |                               |                               |                               |        |        |        |        |
|  | Nacional Potosi        | Nacional Potosi        | 2                      | 0                      | Universitario de Sucre | Universitario de Sucre | 0            | 1            |                               |                               |                               |                               |        |        |        |        |
|  |                        |                        |                        |                        | Universitario de Sucre | Universitario de Sucre | 0            | 1            |                               |                               |                               |                               |        |        |        |        |
|  |                        |                        | The Strongest La Paz   | The Strongest La Paz   | 2                      | 1                      |              |              |                               |                               |                               |                               |        |        |        |        |
|  | Oriente Petrolero      | Oriente Petrolero      | The Strongest La Paz   | The Strongest La Paz   | 2                      | 1                      | 0            | 4            |                               |                               |                               |                               |        |        |        |        |
|  | Oriente Petrolero      | Oriente Petrolero      |                        |                        |                        |                        |              |              |                               |                               |                               |                               |        |        |        |        |
|  | Club Deportivo Guabirá | Club Deportivo Guabirá | 0                      | 1                      |                        |                        |              |              |                               |                               |                               |                               |        |        |        |        |
|  | Club Deportivo Guabirá | Club Deportivo Guabirá | 0                      | 1                      | Oriente Petrolero      | Oriente Petrolero      | 3            | 1            | Match pour la troisième place | Match pour la troisième place | Match pour la troisième place | Match pour la troisième place |        |        |        |        |
|  |                        |                        |                        |                        | Oriente Petrolero      | Oriente Petrolero      | 3            | 1            | Match pour la troisième place | Match pour la troisième place | Match pour la troisième place | Match pour la troisième place |        |        |        |        |
|  |                        |                        | The Strongest La Paz   | The Strongest La Paz   | 5                      | 0                      |              |              |                               |                               |                               |                               |        |        |        |        |
|  | The Strongest La Paz   | The Strongest La Paz   | The Strongest La Paz   | The Strongest La Paz   | 5                      | 0                      | 0            | 4            |                               |                               |                               |                               |        |        |        |        |
|  | The Strongest La Paz   | The Strongest La Paz   |                        |                        |                        |                        |              | 4            |                               |                               | San José Oruro                | San José Oruro                | 1      | 1      |        |        |
|  | Bolivar La Paz         | Bolivar La Paz         | 1                      | 0                      |                        |                        |              |              |                               |                               | San José Oruro                | San José Oruro                | 1      | 1      |        |        |
|  | Bolivar La Paz         | Bolivar La Paz         | 1                      | 0                      | Oriente Petrolero      | Oriente Petrolero      | 1            | 2            |                               |                               |                               |                               |        |        |        |        |
|  |                        |                        |                        |                        |                        |                        |              |              |                               |                               |                               |                               |        |        |        |        |

## Bilan de la saison
| Championnat de Bolivie de football 2011 |                                 |
| Champion                                | The Strongest La Paz (8e titre) |
| Qualifications continentales            |                                 |
| Copa Libertadores 2012                  | The Strongest La Paz            |
| Copa Sudamericana 2012                  | Universitario de Sucre          |
| Copa Sudamericana 2012                  | Oriente Petrolero               |
| Promotions et relégations               |                                 |
| Promus en Primera A                     | Aucun                           |
| Relégués en Torneo Simon Bolívar        | Aucun                           |